# KGB
Il Comitato per la sicurezza dello Stato (in russo Комитет государственной безопасности, КГБ?, Komitet Gosudarstvennoj Bezopasnosti ), meglio noto come KGB, era il principale servizio segreto e polizia segreta dell'Unione Sovietica, attiva dal 13 marzo 1954 al 3 dicembre 1991.
Venuto a notorietà internazionale durante il periodo della guerra fredda, il KGB riuniva (e lo si scoprirà solo alla fine dell'URSS) in un unico organo tutti i compiti e poteri che in Occidente spettavano a più enti, e che ad esempio, negli Stati Uniti d'America, erano e sono svolti da CIA, NSA, FBI insieme ad altri organismi. Il contraltare militare del KGB era il Glavnoe razvedyvatel'noe upravlenie (ГРУ), servizio segreto militare (lett. "Direttorato principale per l'informazione").

## Storia

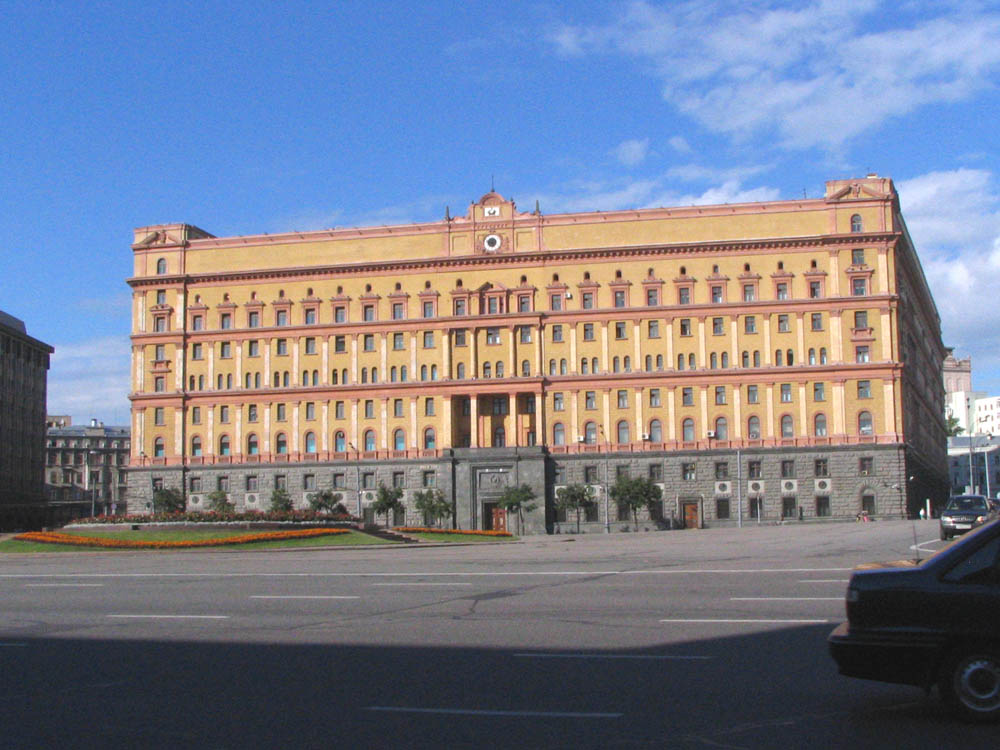
Il palazzo della Lubjanka a Mosca, sede storica del KGB

Nel 1954 il KGB raccolse l'eredità della NKVD di Lavrenti Berija dopo la morte di Stalin e partecipò attivamente alle battaglie sotterranee che insanguinarono il mondo della guerra fredda, insieme agli altri servizi segreti mondiali.
Come qualunque servizio segreto che ne abbia possibilità, anche il KGB tentò e in qualche caso ottenne l'infiltrazione di suoi agenti nei governi amici e nemici, nelle forze armate e nelle organizzazioni pacifiste straniere. La pratica dell'infiltrazione, che può assumere la funzione di tentare di destabilizzare governi "nemici", era assolutamente condivisa nell'opposto blocco della NATO dai rispettivi servizi dei suoi paesi membri, come la CIA, l'MI6 britannico e lo SDECE (poi DGSE) francese. Quanto alla raccolta di informazioni, invece, fece anch'esso ricorso alle cosiddette "trappole al miele", cioè facendo accostare al potenziale informatore una "disinteressata" anima gemella che riusciva ad avere accesso a informazioni riservatissime sfruttando la solitudine della persona avvicinata, nel caso delle donne, o il richiamo del sesso, soprattutto negli uomini. In Germania il personale dedicato a questo scopo fu soprannominato Liebesbrigade (brigata dell'amore).
Come mostra il suo stemma, il KGB era "la spada e lo scudo del partito", custode della lealtà all'interno e all'esterno dell'Unione Sovietica. Luoghi celebri legati alla memoria del KGB sono il palazzo della Lubjanka, già sede delle Assicurazioni Rossija, e il carcere di Lefortovo.
Nel 1991, Vladimir Krjučkov, responsabile principale del KGB, capeggiò il fallito colpo di Stato contro il presidente Michail Gorbačëv. In seguito a ciò Krjučkov venne arrestato e il 3 dicembre 1991 il KGB cessò di esistere. Successivamente le sue competenze vennero divise tra diverse organizzazioni:
- Federal'naja služba bezopasnosti (FSB): sicurezza interna e controspionaggio. Ha ereditato le competenze del Secondo Direttorato Centrale.
- Služba vnešnej razvedki (SVR): spionaggio estero. Ha ereditato le competenze del Primo Direttorato Centrale.
- Federal'noe agentstvo pravitel'stvennoj svjazi i informacii (FAPSI): si trattava dell'organismo tecnico dei servizi russi. Venne creato unificando le competenze dell'Ottavo Direttorato Centrale con quelle del Sedicesimo Direttorato. Successivamente, è stato assorbito dall'FSB.
- Guardie di Frontiera.

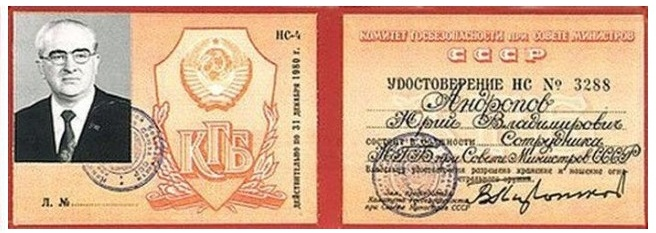
Documento identificativo del KGB di Jurij Andropov, presidente del Comitato tra il 1967 ed il 1982

Tra i suoi presidenti, Jurij Andropov ha ricoperto la carica di Segretario generale del PCUS, e il Presidente russo Vladimir Putin proviene dalle sue file ed è stato anche presidente dell'FSB, che è l'erede del KGB.

## Operazioni importanti

### Bangladesh
Il 2 febbraio 1973 il Politburo, che a quel tempo era guidato da Jurij Vladimirovič Andropov, incaricò membri del KGB di influenzare la formazione di un nuovo stato, chiamato Bangladesh, in cui Sheikh Mujibur Rahman era favorito per vincere le elezioni parlamentari. Durante quel periodo, il servizio segreto sovietico cercò di garantire il sostegno al Partito Comunista e ai suoi alleati, prevedendo una facile vittoria per lui.
Nel giugno 1975, Munjib costituì un nuovo partito denominato BaKSAL e creò un partito unico di Stato. Tre anni dopo, in quella regione, il KGB incrementò il suo personale da 90 a 200 unità e nel 1979 influenzò la pubblicazione di oltre 100 articoli compiacenti sui quotidiani. In questi articoli, gli ufficiali del KGB accusarono Ziaur Rahman ed il suo regime di avere legami con gli Stati Uniti. In seguito a due operazioni di infiltrazione del KGB, il regime di Rahman cadde cinque anni e mezzo dopo. In questo periodo, la CIA varò l'Operazione Arsenale, avente lo scopo di proteggere l'allora presidente del Bangladesh.
Nell'agosto 1979 il KGB accusò alcuni ufficiali, arrestati a Dacca, del tentativo di rovesciamento, e ad ottobre Andropov approvò la fabbricazione di una lettera nella quale Muhammad Ghulam Tawab, al tempo un Vice-Maresciallo, apparisse come il principale cospiratore; la lettera indusse la stampa di Bangladesh, India e Sri Lanka a credere che egli fosse una spia americana. Sotto il comando di Andropov, la Service A, una divisione del KGB, falsificò le informazioni in una lettera a Moudud Ahmad in cui si diceva che era supportato dal Governo degli Stati Uniti, e nel 1981 inviò una lettera accusando l'Amministrazione Reagan di complottare per rovesciare il presidente Rahman e il suo regime. La lettera affermava anche che dopo l'assassinio di Mujib, gli Stati Uniti contattarono Khondakar Mustaque Ahmad per sostituirlo temporaneamente come presidente. Quando nel 1979 si tenne l'elezione, il KGB fece in modo che il Partito Nazionale del Bangladesh ottenesse una schiacciante vittoria: il partito ricevette 207 seggi su 300; tuttavia, il regime di Rahman ebbe breve vita. Cadde il 29 maggio 1981 quando, dopo numerose fughe, fu assassinato a Chittagong.

### Afghanistan
Il KGB iniziò ad infiltrarsi in Afghanistan a partire dal 27 aprile 1978. Durante quel periodo, il Partito Democratico Popolare dell'Afghanistan (PDPA) stava pianificando la caduta del presidente Mohammed Daoud Khan. Sotto la guida del Generale Maggiore Sayed Mohammad Gulabzoy e di Muhammad Rafi - nomi in codice Mammad e Niruz rispettivamente - i servizi segreti sovietici vennero a sapere dell'imminente insurrezione. Due giorni dopo tale rivolta, Nur Muhammad Taraki, leader del PDPA, emise una nota di preoccupazione all'ambasciatore russo Aleksandr Puzanov e al residente della locale ambasciata KGB di Kabul Viliov Osadčij sostenendo che avrebbero potuto realizzare un colpo di stato nel tre giorni prima dell'avviso. A quel punto, sia Puzanov che Osadčij respinsero il reclamo di Taraki e lo fecero sapere a Mosca, che in seguito ruppe un contratto trentennale con quest'ultimo.
Il centro in seguito realizzò che sarebbe stato meglio trattare con un agente più competente, che al tempo si ritrovava nella figura di Babrak Karmal, che in seguito accusò Taraki di corruzione e addirittura di aver contattato segretamente l'ambasciata americana a Kabul. Al riguardo, il centro rifiutò nuovamente di ascoltarlo e lo istruì affinché assumesse una posizione nella residenza di Kabul dal 1974. Il 30 aprile 1978 Taraki, nonostante fosse stato privato di ogni forma di supporto, guidò il colpo di stato che in seguito divenne famoso come la Rivoluzione di Saur, e divenne il leader del paese, con Hafizullah Amin come vicepresidente del Consiglio dei Ministri e vicepresidente del Consiglio della Rivoluzione. Il 5 dicembre 1978, Taraki mise a confronto la Rivoluzione di Saur con la Rivoluzione Russa, che depose Vladimir Krjučkov, il capo dell'FCD del tempo.
Il 27 marzo 1979, dopo aver perso la città di Herat nel corso di una rivolta, Amin divenne il successivo Primo Ministro, e il 27 luglio anche il Ministro della Difesa. Tuttavia, il centro era preoccupato per i suoi poteri già a partire dallo stesso mese in cui lui aveva inviato una lamentela riguardo una mancanza di risorse nella quale chiedeva 400 mila dollari statunitensi. Inoltre, si scoprì che Amin aveva ottenuto una laurea magistrale alla Columbia University, e che lui preferiva comunicare in inglese anziché in russo, Sfortunatamente per l'intelligence di Mosca, Amin succedette a Taraki e il 16 settembre Radio Kabul annunciò che il PDPA aveva ricevuto una falsa richiesta da parte di Taraki riguardante dei problemi di salute fra i membri del partito. Riguardo a ciò, il centro lo accusò di attività di terrorismo e lo espulse dal partito.
Il giorno seguente, il Generale Boris Ivanov, che era dietro la missione a Kabul insieme al Generale Lev Gorelov e al Viceministro della Difesa Ivan Pavlovskij, fece visita ad Amin per congratularsi con lui in merito alla sua elezione al potere. Lo stesso giorno il KGB decise di imprigionare Sayed Gulabzoy così come Mohammad Aslam Watanjar e Assadullah Sarwari, ma mentre questi erano tenuti in prigionia e sotto indagine, tutti e tre negarono l'accusa che il Ministro della Difesa di quel momento fosse una spia americana. La negazione delle richieste di risarcimento fu passata a Yuri Andropov e a Leonid Breznev, principali capi del KGB, i quali proposero l'operazione Raduga per salvare la vita dei tre fermati inviandoli a Taškent dal campo volo di Bagram in un container sigillato in cui Sarwari quasi soffocò per la mancanza di ossigeno, dopo aver fornito loro passaporti falsi. I tre arrivarono a Taškent il 19 settembre dello stesso anno.
Durante il prosieguo delle indagini a Taškent, i tre furono posti sotto sorveglianza in una delle stanze per tutto il periodo delle quattro settimane dove essi furono indagati da parte del KGB per verificare la veridicità delle loro dichiarazioni. Poco dopo, soddisfatti dei risultati ottenuti, inviarono i tre in Bulgaria per un rifugio segreto. Il 9 ottobre i servizi segreti sovietici ebbero un incontro in cui Bogdanov, Gorelov, Pavlonskij e Puzanov erano i capi principali, per discutere le sorti di Amin sempre più teso. Dopo due ore di trattative, iniziarono a preoccuparsi che Amin avrebbe potuto creare una Reupubblica Islamica in Afghanistan e così decisero di trovare un modo per riportare dentro Karmal. Portarono segretamente lui e altri tre ministri a Mosca, discutendo su come rimetterlo al potere. La decisione definitiva fu quella di riportarlo indietro via aria a Bagram il 13 dicembre. Quattro giorni dopo, il nipote di Amin, Asadullah, fu portato a Mosca dal KGB per un trattamento in seguito ad un severo avvelenamento da cibo.
Il 19 dicembre 1979, il KGB tenne un meeting in cui si discusse dell'Operazione Cascade, che era stata lanciata poco prima nello stesso anno. L'operazione portò avanti dei bombardamenti con il supporto del GRU e dell'FCD. Il 27 dicembre, il centro ricevette notizie che il le Forze Speciali Alfa del KGB e il Gruppo Zenith, supportati dal 154º OSN GRU, anche conosciuto come il battaglione musulmano, e i paracadutisti del 345º Independent Guards Airborne Regiment avevano eseguito un raid sul Palazzo Tajbeg uccidendo Amin e 100-150 uomini delle sue guardie. Anche suo figlio di 11 anni morì per via delle ferite da schegge. I sovietici posero Karmal come successore di Amin. Diversi altri edifici governativi sono stati occupati durante l'operazione, tra cui il Ministero degli Interni, l'edificio della Sicurezza Interna (KHAD) e l'edificio dello Stato Maggiore Generale (Palazzo Darul Aman). Dei 54 operatori del KGB che hanno assaltato il palazzo, 5 sono stati uccisi in azione, tra cui il Colonnello Grigori Bojarinov, e 32 sono stati feriti. I veterani del Gruppo Alpha considerano questa operazione una delle più riuscite nella storia del gruppo. Nel giugno 1981, c'erano 370 membri del servizio di intelligence del KGB controllati dagli afghani in tutto il paese, che erano sotto il comando di Ahmad Shah Paiya e avevano ricevuto tutta la formazione di cui avevano bisogno in Unione Sovietica. Entro maggio 1982, è stato istituito il Ministero degli Affari Interni in Afghanistan sotto il comando del KHAD. Nel 1983, Boris Voskobojnikov divenne il nuovo capo del KGB mentre Leonid Kostromin divenne il suo Vice Ministro.

## Organizzazione
Il KGB era diviso nei seguenti direttorati o dipartimenti:
- Primo Direttorato Centrale - Operazioni all'estero (spionaggio), dipendente dal Primo vicepresidente e diviso in 10 dipartimenti:

1. Stati Uniti e Canada;
2. America latina;
3. Regno Unito e Australia, Nuova Zelanda, Scandinavia;
4. Germania (sia Repubblica Democratica Tedesca sia Repubblica Federale di Germania), Austria;
5. Italia, Francia, Spagna, Belgio, Lussemburgo, Paesi Bassi, Portogallo, Grecia, Jugoslavia, Romania, Albania;
6. Cina, Vietnam, Cambogia
7. Africa;
8. Estremo Oriente;
9. Giappone;
10. Cina.

Ognuno di questi operava nell'area di propria competenza, ma tutti erano affiancati dai vari direttorati e servizi presenti in ogni residenza del KGB all'estero.
Direttorati del KGB, dipendenti dal Presidente del KGB
- Secondo Direttorato Centrale - controspionaggio e sicurezza interna.
- Terzo Direttorato - Competente riguardo alla fedeltà delle forze armate, e i cui compiti si sovrapponevano (e spesso contrastavano) con quelli del GRU, il servizio segreto militare.
- Quarto Direttorato - Trasporti
- Quinto Direttorato - Contrasto al dissenso politico interno e gli "affari nazionalistici e religiosi".
- Sesto Direttorato - Controspionaggio economico e sicurezza industriale
- Settimo Direttorato - Sorveglianza elettronica. Da questa sezione, tra l'altro, dipendeva il Gruppo Alpha[2].
- Ottavo Direttorato Centrale - Comunicazioni riservate e crittografia.
- Nono Direttorato - Protezione dei leader sovietici. Trasformato in Servizio di Protezione del KGB (Guardie Governative).
- Quindicesimo Direttorato - Sicurezza delle Strutture governative.
- Sedicesimo Direttorato - Intercettazione delle comunicazioni e SIGINT.
- Dipartimento logistica.
- Dipartimento comunicazioni.
- Dipartimento ricerche speciali.
- Dipartimento reparto tecnico.
- Guardie di frontiera (queste ultime con un organico di circa 250.000 effettivi e un proprio servizio navale ed aereo), riconoscibili dalle mostrine verdi sull'uniforme standard dell'Armata Rossa.

### Direttori

#### Tabella riassuntiva
| Organizzazione | Responsabile principale         | Data                        |
| -------------- | ------------------------------- | --------------------------- |
| Čeka/GPU/OGPU  | Feliks Ėdmundovič Dzeržinskij   | 1917–1926                   |
| OGPU           | Vjačeslav Rudolfovič Menžinskij | 1926–1934                   |
| NKVD           | Genrich Grigor'evič Jagoda      | 1934–1936                   |
| NKVD           | Nikolaj Ivanovič Ežov           | 1936–1938                   |
| NKVD           | Lavrentij Pavlovič Berija       | 1938–1941                   |
| NKGB           | Vsevolod Nikolaevič Merkulov    | 1941 (da febbraio a luglio) |
| NKVD           | Lavrentij Pavlovič Berija       | 1941–1943                   |
| NKGB/MGB       | Vsevolod Nikolaevič Merkulov    | 1943–1946                   |
| MGB            | Viktor Semënovič Abakumov       | 1946–1951                   |
| MGB            | Semën Denisovič Ignatiev        | 1951–1953                   |
| MGB            | Lavrentij Pavlovič Berija       | 1953 (da marzo a giugno)    |
| MGB            | Sergej Nikiforovič Kruglov      | 1953–1954                   |
| KGB            | Ivan Aleksandrovič Serov        | 1954–1958                   |
| KGB            | Aleksandr Nikolaevič Šelepin    | 1958–1961                   |
| KGB            | Vladimir Efimovič Semičastnyj   | 1961–1967                   |
| KGB            | Jurij Vladimirovič Andropov     | 1967–1982                   |
| KGB            | Vitalij Vasil'evič Fedorčuk     | 1982 (da maggio a dicembre) |
| KGB            | Viktor Michajlovič Čebrikov     | 1982–1988                   |
| KGB            | Vladimir Aleksandrovič Krjučkov | 1988 – 1991                 |
| KGB            | Leonid Vladimirovič Šebaršin    | 1991 (dal 22 al 23 agosto)  |
| KGB            | Vadim Viktorovič Bakatin        | 1991 (da agosto a novembre) |

## Nei media
- Il romanzo Icona (1996), di Frederick Forsyth, è totalmente incentrato sulle spie del KGB.
- Michael Jackson cita il KGB nella canzone Stranger in Moscow (1996).
- Il personaggio di EVA appare nel videogioco d'azione stealth Metal Gear Solid 3: Snake Eater presentandosi al protagonista come una spia del KGB.
- Nella Marvel, il personaggio di Natasha Romanoff ha fatto parte del KGB.
- Il KGB viene spesso nominato nella serie televisiva Alias con protagonista l'attrice Jennifer Garner.
- Il KGB viene spesso nominato nella serie televisiva Stranger Things.